# Unbreakable 2005
Unbreakable è stato un evento in pay per view prodotto dalla federazione Total Nonstop Action Wrestling (TNA). L'evento ha avuto luogo l'11 settembre 2005 presso l'Impact Zone di Orlando in Florida. 
 
Questo evento nel sostituì l'edizione del 2005 di Victory Road ma negli anni seguenti non fu più ripetuto.

## Risultati
| #  | Match | Stipulazioni                                                                            | Durata           |
| -- | --- | --------------------------------------------------------------------------------------- | ---------------- |
| 1  | Cassidy Riley vs. Jerrelle Clark termina in un no contest | Single match                                                                            | 01:56 Dark match |
| 2  | Shark Boy ha sconfitto Mikey Batts | Single match                                                                            | 03:20 Dark match |
| 3  | 3Live Kru (B.G. James, Konnan e Ron Killings) hanno sconfitto The Diamonds in the Rough (David Young, Elix Skipper e Simon Diamond)                                                                | Six-man tag team match                                                                  | 04:20            |
| 4  | Austin Aries ha sconfitto Roderick Strong | Single match                                                                            | 08:00            |
| 5  | Kip James e Monty Brown hanno sconfitto Apolo e Lance Hoyt (con Sonny Siaki) | Tag team match                                                                          | 09:58            |
| 6  | Chris Sabin ha sconfitto Petey Williams | Single match                                                                            | 12:34            |
| 7  | Abyss (con James Mitchell) ha sconfitto Sabu | No Disqualification match                                                               | 11:30            |
| 8  | Bobby Roode ha sconfitto Jeff Hardy | Single match                                                                            | 09:07            |
| 9  | The Naturals (Andy Douglas e Chase Stevens) (con Jimmy Hart) (c) hanno sconfitto Alex Shelley e Johnny Candido, America's Most Wanted (Chris Harris e James Storm) e Team Canada (A-1 e Eric Young | Fatal four-way tag team elimination match per il titolo NWA World Tag Team Championship | 18:01            |
| 10 | Raven ha sconfitto Rhino | Raven's Rules match                                                                     | 14:28            |
| 11 | AJ Styles ha sconfitto Christopher Daniels (c) e Samoa Joe | Triple threat match per il titolo TNA X Division Championship                           | 22:50            |
|    | (c) = campione in carica al momento dell'inizio del match |                                                                                         |                  |

### Four Way Elimination Tag Team match
Riferimento alla riga nove della tabella soprastante.
| # | Lottatore                    | Team                          | Eliminato da  |
| - | ---------------------------- | ----------------------------- | ------------- |
| 1 | Johnny Candido               | Alex Shelley e Johnny Candido | Andy Douglas  |
| 2 | Chris Harris                 | America's Most Wanted         | Eric Young    |
| 3 | A-1                          | Team Canada                   | Chase Stevens |
| 4 | Andy Douglas e Chase Stevens | The Naturals                  | Vincitori     |